# Pižanskij rajon
Il Pižanskij rajon (in russo Пижанский район?) è un rajon dell'Oblast' di Kirov, nella Russia europea. Istituito nel 1929, il cui capoluogo è Pižanka.